# Parafia św. Urszuli Ledóchowskiej w Chylicach
Parafia pw Świętej Urszuli Ledóchowskiej w Chylicach – parafia rzymskokatolicka znajdująca się w dekanacie konstancińskim, archidiecezji warszawskiej, metropolii warszawskiej Kościoła katolickiego.